# Sedlištský rybník
Sedlištský rybník byl kdysi u městečka Stráž pod Ralskem v okrese Česká Lípa, později byl upraven jako usazovací nádrž při rozsáhlé těžbě uranových rud.

## Poloha
Jméno má od obce Sedliště, dnes patřící spolu s Luhovem pod obec Brniště. Původní rybník měl plochu 70 ha, byl rybochovný, průtočný na pravém přítoku Ploučnice.
Usazovací nádrž, v některých pramenech nazývána stále Sedlištským rybníkem, má rozlohu 65 ha. Je zhruba 1,5 km na západ od městečka Stráž pod Ralskem ve východní části okresu Česká Lípa, na katastru 756 466 obce Stráž pod Ralskem. Od ložisek a zařízení na těžbu a úpravu uranových rud jej dělí jednak železniční vlečka z obce Brniště a také souběžně vedená silnice z Brniště do Stráže pod Ralskem. Ze západní strany jej míjí silnice II/270 z Mimoně do Jablonného v Podještědí, která ji odděleje od vesnice Sedliště. Ze severozápadu je blízko výrazný kopec Tlustec. K nádrži, někdejšímu rybníku, nevede žádná turistická trasa, nejbližší jsou přes Stráž pod Ralskem. Celý areál je zčásti oplocen a od silnic oddělen desítkami výstražných tabulek. Železniční vlečka zde rozšířena o řadu mnohakolejných odboček vede od Brniště, neposkytuje dopravu cestujících, nejbližší vlaková zastávka (Trať 086) je v Brništi Levou západní část nádrže vyplňuje ztuhlý kal, který je postupně odstraňován, východní část oddělená hrází má vodní hladinu.
Areál někdejších uranových dolů vč. nádrže je v péči státního podniku Diamo, který je pověřen asanačními pracemi.
V sousedství nádrže byla v roce 2010 vybudována velká sluneční elektrárna s výkonem 5 MW.

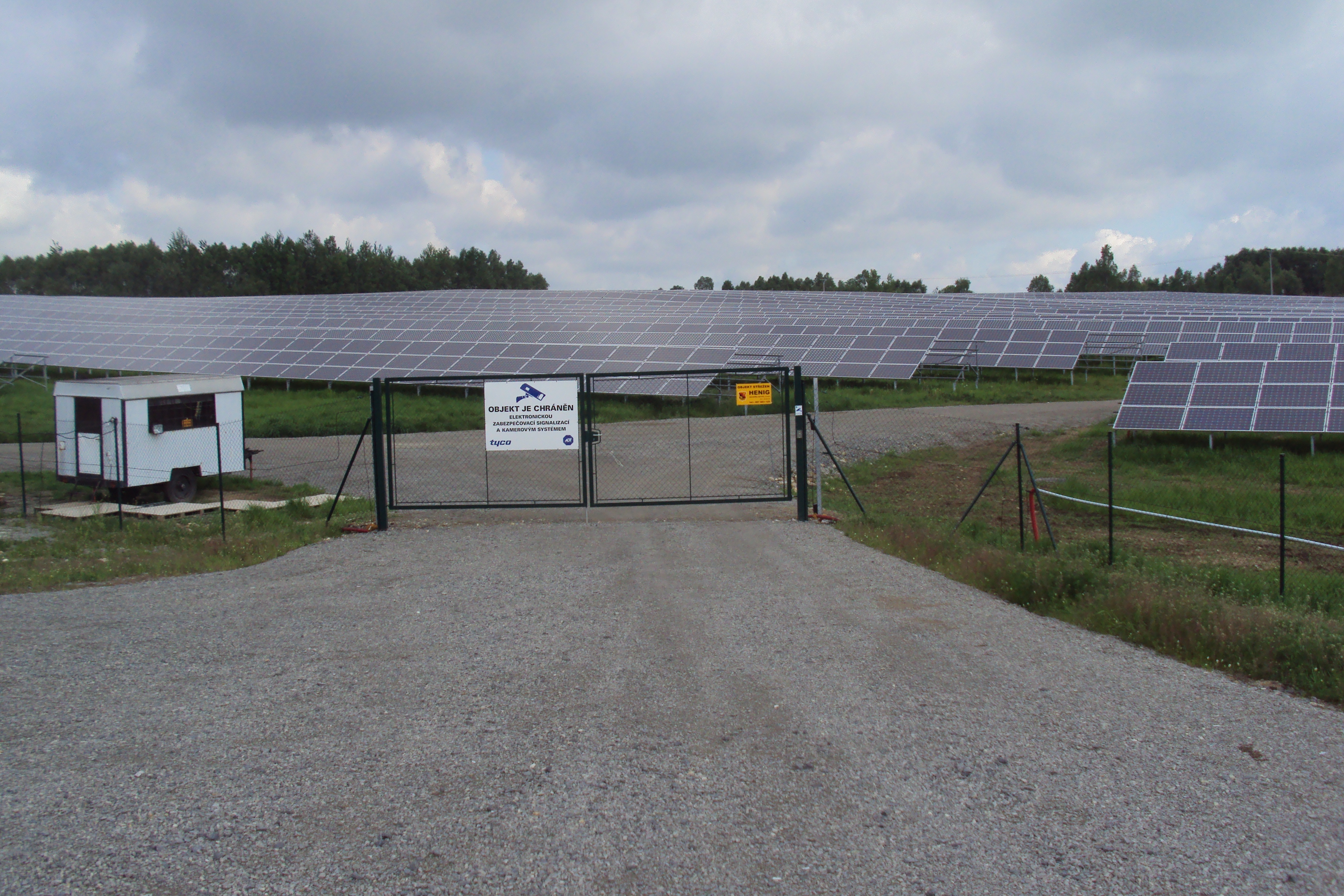
Sluneční elektrárna u nádrže